# Vasile Moga

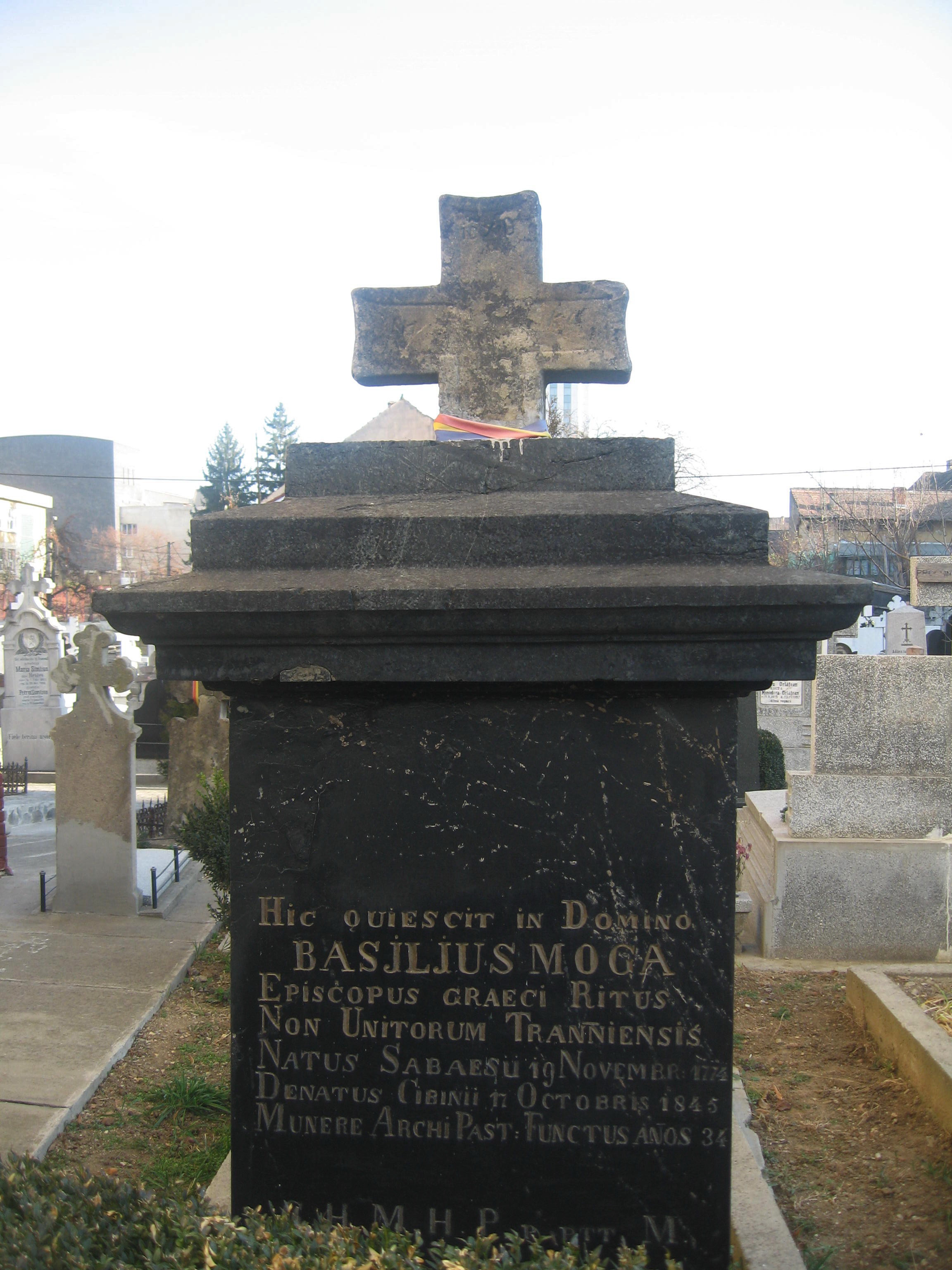
Monumentul funerar al episcopului Vasile Moga

Vasile Moga (n. 1774, Sebeș – d. 17 octombrie 1845, Sibiu) a fost un cleric ortodox român ce a îndeplinit funcția de episcop ortodox al Ardealului (1811-1845), cu reședința la Sibiu. Ales de Sinodul electoral al protopopilor ortodocși, întrunit la Turda în 19 septembrie/1 octombrie 1810. Propus episcop la 21 decembrie 1810 de câtre împărat. Hirotonit la 23 aprilie (Sf. Gheorghe) 1811, înscăunat la Cluj la 29 iunie 1811. A avut sediul la Sibiu. A fost episcop ortodox al Ardealului, subordonat Mitropoliei de Carloviț.

## Conflictul cu Gheorghe Lazăr
Episcopul Moga, rigid în gândire, a avut mai multe divergențe cu profesorul Gheorghe Lazăr. În decembrie 1812 Gheorghe Lazăr a încercat să se stabilească la Brașov, dar a fost readus sub pază la Sibiu. Din cauza intervențiilor lui Moga împotriva lui Gheorghe Lazăr, acestuia din urmă i-a fost imposibil să-și publice cărțile. În cele din urmă, în 1816, Gheorghe Lazăr a reușit să treacă munții, stabilindu-se la București, unde și-a pus în practică viziunea educativă adaptată la cerințele lumii moderne.

## Mormântul
A fost înmormântat în cimitirul comunității ortodoxe aflat în jurul Bisericii din Groapă. Pe monumentul său funerar din marmură neagră se află următoarea inscripție în limba latină: „Hic quiescit in Domino BASILIUS MOGA, Episcopus graeci ritus, non unitorum tranniensis, natus Sabaeșu 19 Novembr. 1774, denatus Cibinii 17 octobris 1845, munere archipast. functus anos 34. G.H.M.H.P. p.ppt. M”, care poate fi tradusă în română astfel: „Aici odihnește în Domnul VASILE MOGA, episcop neunit de rit grec, a trăit în anii, născut la Sebeș la 19 noiembrie 1774, decedat la Sibiu la 17 octombrie 1845, a deținut 34 ani funcția de arhiepiscop.”.